# Pożar w świątyni w Paravur
Pożar w świątyni w Paravur – tragiczne zdarzenie, do którego doszło 10 kwietnia 2016 w Paravur w okręgu Kollam, na południu indyjskiego stanu Kerala. W pożarze świątyni Puttingal zginęło 113 osób, a 350 innych odniosło obrażenia.
Pożar wybuchł w czasie przygotowań do święta Vishu, gdy zapaliły się nagromadzone w świątyni fajerwerki. W ogniu stanęły pobliskie budynki, natomiast ludzie znajdujący się w kompleksie świątynnym zostali uwięzieni.

## Tło

Świątynia Puttingal przed pożarem

By zaspokoić żeńskie bóstwo, w świątyniach na terenie południowych Indii często odbywają się festiwale z pokazami sztucznych ogni. Podczas corocznych zawodów organizowanych w stanie Kerala odbywają się najbardziej spektakularne pokazy. W 1952 roku 68 osób zginęło po wybuchu petardy w świątyni Sabarimala.
10 kwietnia 2016 roku dwie grupy wyznawców przygotowały sztuczne ognie, podczas gdy w świątyni Puttingal zgromadziły się tysiące uczestników wydarzenia. Zwierzchnictwo świątyni przekazało policji, że otrzymali oni ustne zezwolenie od regionalnych władz. 12 kwietnia ujawnili oni, że z obawy o bezpieczeństwo cofnięto zezwolenie dla tego miejsca kultu; mimo to festiwal się odbył, co spowodowane było naciskiem ze strony społeczeństwa.

## Pożar
Do pożaru doszło około godziny 3:30 IST (22:00 UTC, dzień wcześniej), kiedy eksplodowały petardy, które zgromadzono w świątyni na nadchodzące obchody święta Vishu. Widoczną przyczyną eksplozji były fajerwerki, lokalnie znane jako Amittu, które zapalone w trakcie świętowania umieszczono następnie w składzie. Eksplozja spowodowała zawalenie się magazynu i przyległego budynku biurowego, co było przyczyną śmierci większości ofiar. Wybuch był odczuwalny ponad kilometr od świątyni.